# Eulepidoptera
Eulepidoptera — відділ лускокрилих інфраряду Heteroneura.
Близько 98% описаних видів лускокрилих належать до клади Ditrysia.